# Safareig i abeurador d'Aubèrt
El Safareig i abeurador d'Aubèrt és una obra de la vila d'Aubèrt, al municipi de Vielha e Mijaran (Vall d'Aran), protegida com a bé cultural d'interès local.

## Descripció
El safareig d'Aubèrt es troba al carrer Major. Es tracta d'una construcció de planta rectangular a l'empara del mur de contenció al costat est de la plaça que allotja el safareig i l'abeurador. El safareig està cobert per una teulada de pissarra a una sola vessant, mentre que l'abeurador queda descobert. La construcció és de pedra i la coberta és de pissarra.
A la primavera del 2009, es porta a terme una restauració que comporta un canvi: el mur nord i sud que tancava l'espai del safareig es rebaixa però això no afecta a l'estructura general.